# Sciences économiques et sociales
Pour des articles plus généraux, voir [[:Enseignement de l'économie (en)]] et Enseignement de la sociologie.
 (janvier 2008).
Si vous disposez d'ouvrages ou d'articles de référence ou si vous connaissez des sites web de qualité traitant du thème abordé ici, merci de compléter l'article en donnant les références utiles à sa vérifiabilité et en les liant à la section « Notes et références ».
Les sciences économiques et sociales (SES) sont une discipline scolaire enseignée dans les lycées français depuis 1966. Cette discipline scolaire est une matière composite de par ses champs scientifiques de référence, relevant des sciences sociales : économie, sociologie, science politique, histoire économique et sociale, anthropologie, ethnologie, démographie et droit. Le croisement de ces disciplines vise une compréhension des enjeux économiques et sociaux du monde contemporain, à travers la transmission de savoirs et la formation d'un esprit critique. 
En seconde générale et technologique, les sciences économiques et sociales font partie du tronc commun depuis la mise en place de la réforme du lycée à la rentrée 2019. Précédemment, elles avaient le statut d'un enseignement d'exploration (qui était néanmoins choisi par près de 85 % des élèves), avec un horaire de 1 h 30 par semaine (en moyenne). 
Depuis la réforme du lycée et l'abandon des séries du baccalauréat général, les SES sont une des spécialités des classes de première générale et de terminale générale, avec un volume horaire de 4 heures en Première et 6 heures en Terminale.

## Dans le lycée actuel

### Seconde
En seconde générale, les sciences économiques et sociales sont une matière obligatoire, avec un horaire de 1 h 30 par semaine. 
Le programme débute par un chapitre introductif et est ensuite divisé en trois grandes parties, qui correspondent à une volonté de cloisonnement disciplinaire : science économique ; sociologie et sciences politiques et regards croisés :
Chapitre introductif
- Comment les économistes, les sociologues et les politistes raisonnent-ils et travaillent-ils ?

Science économique
- Comment crée-t-on des richesses et comment les mesure-t-on ?
- Comment se forment les prix sur un marché ?

Sociologie et science politique
- Comment devenons-nous des acteurs sociaux ?
- Comment s’organise la vie politique ?

Regards croisés
- Quelles relations entre le diplôme, l’emploi et le salaire ?

### Première
En première générale, les sciences économiques et sociales font partie des enseignements de spécialité qui peuvent être choisis par les élèves. Chacun des trois enseignements de spécialité choisis par l'élève représente un volume horaire de 4 heures.
À l'issue du deuxième trimestre de sa classe de première, l'élève choisit de conserver deux de ses trois spécialités pour la classe de Terminale. 
La spécialité qui n'est pas conservée en classe de Terminale compte tout de même dans le baccalauréat au coefficient 8 par le biais d'une évaluation en contrôle continu.
Le programme de Première est construit sur le principe du cloisonnement disciplinaire, avec trois parties distinctes (science économique ; sociologie et science politiques ; regards croisés)

### Terminale
En terminale générale, les sciences économiques et sociales font partie des enseignements de spécialité. Chacun des deux enseignements de spécialité choisis par l'élève représente un volume horaire de 6 heures. 
L'épreuve de SES est une épreuve terminale et nationale, passée par l'élève au début du troisième trimestre de Terminale et qui représente un coefficient 16 pour le baccalauréat. 
Le programme de Terminale est construit lui aussi sur le principe du cloisonnement disciplinaire, avec ses trois parties distinctes (science économique ; sociologie et science politiques ; regards croisés) 

## Dans les anciens programmes

### Série ES

#### Réforme de 1995

##### Tronc commun
En 1994 est mise en place la série ES du baccalauréat général, qui succède au bac série B. Les sciences économiques et sociales sont la discipline pivot de cette série.
Les programmes de sciences économiques et sociales ne distinguent pas explicitement les approches économiques et sociologiques : ils étaient bâtis autour d'un « objet problème » ou d'un thème qui amenait à croiser les regards du sociologue et de l'économiste. Ainsi, en seconde, l'étude du thème de la famille mobilise autant le savoir sociologique que le savoir économique (la famille comme lieu de production et de consommation). Les cours sont organisés en classe entière et, en partie, en demi-groupe sous forme de travaux dirigés (TD).
En classe de seconde, le volume horaire est de 1 h 30 hebdomadaire par élève, réparties en 2h de cours + 1h en demi-groupe de TD tous les quinze jours  (soit 2+1 = 3h par semaine pour le professeur)
En classe de première ES, le volume horaire est de 5 h hebdomadaire par élève, réparties en 4h de cours + 1h en demi-groupe de TD par semaine  (soit 4+1+1 = 6h pour le professeur). Le programme est le suivant :
Les activités économiques et sociales :
- Les activités économiques
  - Une représentation du fonctionnement de l'économie
  - Le financement de l'économie
- L'organisation sociale
  - La structure sociale
  - La socialisation : déterminismes et interactions
  - La culture : transmission et construction collective
- L'organisation politique
  - État de droit
  - Niveaux de pouvoir
  - Citoyenneté

La régulation économique et sociale :
- La coordination par le marché
  - Marché et société
  - Les mécanismes economie
  - L'entreprise et les marchés
  - Les limites du marché
- L'action des pouvoirs publics
  - Les fondements de l'intervention des pouvoirs publics : allocation, redistribution, régulation, réglementation
  - Les moyens d'action des pouvoirs publics
  - Limites de l'intervention des pouvoirs publics
  - L'organisation des pouvoirs publics et son efficacité
- Régulation et cohésion sociale
  - Contrôle social : normes et interactions
  - Régulation sociale et conflits

En classe de terminale ES, le volume horaire est de 6 h hebdomadaire par élève, réparties en 5 h de cours + 1 h en demi-groupe de TD par semaine  (soit 5 + 1 + 1 = 7 h pour le professeur). Le programme est le suivant :
Introduction : Croissance, développement et changement social
Partie 1 : Accumulation du capital, organisation du travail et croissance
- Croissance développement
  - Sources, limites de la croissance économique
  - Accumulation du capital, progrès technique et croissance
- Travail et emploi
  - Organisation du travail et croissance
  - Croissance, progrès technique et emploi

Partie 2 : Inégalités, conflits et cohésion sociale
- Stratification sociale et inégalités
  - La dynamique de la stratification sociale
  - Les enjeux et déterminants de la mobilité sociale
  - Idéal démocratique et inégalités
- Conflits et mobilisation sociale
  - Mutations du travail et conflits sociaux
  - Idéal démocratique et inégalités
- Intégration et solidarité
  - La cohésion sociale et les instances d'intégration
  - Protection sociale et solidarité collective

Partie 3 :Enjeux de l'ouverture internationale
- Internationalisation des échanges et mondialisation
  - Commerce international, croissance et développement
  - Stratégies internationales des entreprises
  - Mondialisation, évolutions sociales et culturelles et régulation
- Intégration européenne et politiques économiques et sociales
  - L'Union européenne et la dynamique de l'intégration sociale
  - Les nouveaux cadres de l'action publique

##### Enseignement de spécialité
En première ES, l'« option SES » représentait deux heures de cours par semaine, en plus des cinq heures de SES obligatoires. Il s'agissait surtout d'une initiation à la science politique. Les élèves ne choisissant pas cette option devaient alors choisir l'option mathématiques ou « langue de complément ». Le programme était le suivant :
- Pouvoir politique & régulation sociale
  - La notion de pouvoir
  - Le pouvoir politique & sa spécificité
  - Droit & régulation sociale
- Systèmes politiques & démocratie
  - La spécificité des régimes démocratiques
  - Les aspects institutionnels de la démocratie
  - Les différents niveaux de décision politique
- Participation politique et citoyenneté
  - Règles & comportements électoraux
  - Mobilisation & action collective
  - Citoyenneté & lien social

En terminale ES, les « SES spécialité » représentaient deux heures de cours par semaine, en plus des six heures de SES obligatoires. Il consistait en l'approfondissement de huit grands auteurs de l'économie et de la sociologie. Les élèves ne choisissant pas cette spécialité devaient alors choisir une spécialité mathématiques ou une spécialité « langue de complément ». Le programme était constitué de thématiques associées à des auteurs majeurs à analyser :
- Joseph Schumpeter : Progrès technique et évolution économique
- Adam Smith : Division du travail et extension des marchés
- John Maynard Keynes : Sous-emploi et demande
- Alexis de Tocqueville : Égalisation des conditions et démocratie
- Karl Marx : Conflits de classe et changement social
- Émile Durkheim : Lien social et intégration
- David Ricardo : Échange international et croissance
- Max Weber : La rationalisation des activités sociales

### Après la réforme du lycée de 2010-2011
Les sciences économiques et sociales deviennent un enseignement d'exploration de la classe de seconde générale et technologique, mais restent la matière principale des élèves choisissant la série générale ES (économique et sociale). En première, les élèves suivent l'enseignement obligatoire de SES sans choisir d'enseignement de spécialité.
En terminale ES, les élèves doivent par ailleurs choisir une spécialité parmi les mathématiques appliquées, les sciences sociales et politiques et l'économie approfondie : quelle que soit la spécialité choisie, il s'agit d'1 h 30 supplémentaire par semaine, épreuve de coefficient 2 au baccalauréat. Si la spécialité sciences sociales et politiques ou économie approfondie est prise, le coefficient passe de 7 à 9.
En première ES et en terminale ES, le tronc commun obligatoire SES représente 5 heures de cours par semaine. Les programmes de ces deux niveaux ont été rédigés par un groupe d'« experts », présidé par Jacques Le Cacheux, composé d'inspecteurs, d'universitaires (dont Didier Marteau, Bernard Valade et Yves Deloye), et de professeurs de lycée (dont Alain Beitone). Jean Gadrey a critiqué la composition de ce groupe d'experts. Les programmes comprennent trois parties : « science économique », « sociologie générale et politique » et « regards croisés ».
Les cours sont désormais organisés en classe entière. La création de demi-groupes est à la discrétion des chefs d'établissement ou, plus souvent, du conseil d'administration, en fonction de la dotation horaire globale dont l'établissement dispose.
En seconde, les élèves doivent choisir entre les deux « enseignements d'exploration » proposés en économie : « Sciences économiques et sociales » ou « Principes fondamentaux de l'économie et de la gestion ». Il est possible de prendre les deux. La durée de l'enseignement est d'1 h 30 par semaine pour chaque enseignement.
En première ES, le volume horaire est de 5 heures hebdomadaire par élève. Aucune option spécifique n'est proposée aux élèves. Le programme est le suivant :
I. Science économique :
1. Les grandes questions que se posent les économistes 
- Dans un monde aux ressources limitées, comment faire des choix ?
- Pourquoi acheter à d'autres ce que l'on pourrait faire soi-même ?
- Que produit-on et comment le mesure-t-on ?
- Comment répartir les revenus et les richesses ?
- Quels sont les grands équilibres macroéconomiques ?

2. La production dans l'entreprise
- Comment l'entreprise produit-elle ?
- Comment évaluer la performance de l'entreprise ?

3. La coordination par le marché
- Qu'est-ce qu'un marché ?
- Comment un marché concurrentiel fonctionne-t-il ?
- Comment les marchés imparfaitement concurrentiels fonctionnent-ils ?
- Quelles sont les principales défaillances du marché ?

4. La monnaie et le financement
- À quoi sert la monnaie ?
- Comment l'activité économique est-elle fiancée ?
- Qui crée la monnaie ?

5. Régulations et déséquilibres macroéconomiques 
- Pourquoi la puissance publique intervient-elle dans la régulation des économies contemporaines ?
- Comment le budget de l'État permet-il d'agir sur l'économie ?
- Quels sont les grands déséquilibres macroéconomiques ?
- Quelles politiques conjoncturelles ?

II. Sociologie générale et sociologie politique
1. La socialisation et la construction des identités sociales 
- Comment la socialisation de l'enfant s'effectue-t-elle ?
- De la socialisation de l'enfant à la socialisation de l'adulte : continuité ou ruptures ?

2. Groupes et réseaux sociaux
- Comment les individus s'associent-ils pour former des groupes sociaux ?
- Comment la taille des groupes influe-t-elle sur leur mode de fonctionnement et leur capacité d'action ?
- Comment les réseaux sociaux fonctionnent-ils ?

3. Contrôle social et déviance
- Comment le contrôle social s'exerce-t-il aujourd'hui ?
- Quels sont les processus qui conduisent à la déviance ?
- Comment mesurer le niveau de délinquance ?

4. Ordre politique et légitimation 
- Pourquoi un ordre politique ?
- Quelles sont les formes institutionnelles de l'ordre politique ?
- Comment analyser la diversité des cultures politiques et des formes de citoyenneté ?

III. Regards croisés
Entreprise, institution, organisation
- Comment les rapports sociaux s'organisent-ils au sein de l'entreprise ?
- Quels modes d'organisation pour l'entreprise ?

Action publique et régulation 
- Comment l'État-providence contribue-t-il à la cohésion sociale ?
- Comment un phénomène social devient-il un problème public ?

En terminale ES, le volume horaire est de 5 heures hebdomadaires par élève. À cela s'ajoute un enseignement de spécialité d'1 h 30 par semaine à choisir parmi « sciences sociales et politiques », « économie approfondie » et « mathématiques ». Le programme est le suivant :
I. Science économique :
1. Croissance, fluctuations et crises
- Quelles sont les sources de la croissance économique ?
- Comment expliquer l'instabilité de la croissance ?

2. Mondialisation, finance internationale et intégration européenne
- Quels sont les fondements du commerce international et de l'internationalisation de la production ?
- Comment s'opère le financement de l'économie mondiale ? (Ce chapitre a été supprimé à l'occasion d'une mise à jour du programme pour la rentrée 2012).
- Quelle est la place de l'Union européenne dans l'économie globale ?

3. Économie du développement durable
- La croissance économique est-elle compatible avec la préservation de l'environnement ?
- Quels instruments économiques pour la politique climatique ? (Ce chapitre a été supprimé à l'occasion d'une mise à jour du programme pour la rentrée 2012, mais ses principaux éléments ont été fusionnés avec le chapitre précédent).

II. Sociologie
1. Classes, stratification et mobilité sociales
- Comment analyser la structure sociale ?
- Comment rendre compte de la mobilité sociale ?

2. Intégration, conflit, changement social
- Quels liens sociaux dans des sociétés où s'affirme le primat de l'individu ?
- La conflictualité sociale : pathologie, facteur de cohésion ou moteur du changement social ?

III. Regards croisés
1. Justice sociale et inégalités
- Comment analyser et expliquer les inégalités ? (Ce chapitre a été supprimé à l'occasion d'une mise à jour du programme pour la rentrée 2012, mais un grand nombre de ses éléments ont été fusionnés avec le chapitre sur l'analyse de la structure sociale).
- Comment les pouvoirs publics peuvent-ils contribuer à la justice sociale ?

2. Travail, emploi, chômage
- Comment s'articulent marché du travail et organisation dans la gestion de l'emploi ?
- Quelles politiques pour l'emploi ?

## Enseignants
Alors que la discipline ne comptait que quelques centaines d'enseignants à sa création, les effectifs ont depuis régulièrement progressé, même s'ils ne représentent qu'environ 1 % de l'ensemble du second degré. Il y avait, en 2017, 5 600 enseignants de SES, dont 4 300 dans le secteur public et 1 300 dans le secteur privé. C'est un des rares corps de professeurs à présenter une certaine parité, avec 49% de femmes.
Les formations initiales des enseignants de SES, à l'image de leur discipline, sont diversifiées (sciences économiques, sociologie, sciences humaines, histoire, géographie, AES, droit, sciences politiques, IEP, écoles de commerce, etc.). Davantage que dans les autres disciplines, leurs trajectoires sont également plus hétérogènes : les expériences professionnelles antérieures autres que l’enseignement sont plus fréquentes.
Les enseignants de SES ont la particularité d'être fortement engagés dans leur discipline : près d'un sur deux est membre de l'Association des professeurs de sciences économiques et sociales (APSES), qui bénéficie donc d'une représentativité atypique dans la profession.